# Sebastianus
Sebastianus (? – 413) là anh trai của Jovinus, là một quý tộc sống ở miền nam xứ Gaul. Sau khi Jovinus ở Gaul dấy loạn tiếm xưng ngôi vị Hoàng đế Tây La Mã của Honorius vào năm 411, ông bèn phong Sebastianus làm Augustus (đồng hoàng đế) vào năm 412. Những đồng tiền xu khắc họa chân dung của Sebastianus sau này được đúc tại Arles và Trier.
Tuy vậy, thời kỳ cầm quyền của Sebastianus không kéo dài được bao lâu, do mối quan hệ tan vỡ giữa Jovinus và vua Athaulf của người Visigoth, Athaulf đã sai người bắt giam Sebastianus vào năm 413 và giao nộp ông cho Claudius Postumus Dardanus, thống đốc praetorian của Honorius tại Gaul. Không bỏ lỡ cơ hội hiếm hoi này, Dardanus liền đem Sebastianus ra xử trảm rồi dâng đầu lên triều đình của Honorius ở Ravenna.